# Tragédia Life Esidimeni
A tragédia Life Esidimeni envolveu a morte de 144 pessoas   em instalações psiquiátricas na província de Gauteng, na África do Sul, por causas que incluem a fome e a negligência. A tragédia recebeu o nome da empresa Life Esidimeni, uma subsidiária da Life Healthcare, a prestadora de cuidados de saúde privada sob a qual recaía a responsabilidade de cerca de 1500 pacientes provinciais que, no primeiro semestre de 2016, foram transferidos para centros de atenção médica mais baratos, muitos dos quais mais tarde se veio a revelar não terem as licenças adequadas e tão pouco recursos para assumir os seus cuidados. O incidente foi considerado como "a maior causa de violação dos direitos humanos" na África do Sul democrática,  e suscitou um debate sobre o tratamento dado aos pacientes psiquiátricos, mas também a outros pacientes da província.    Até 2021, nenhuma acusação criminal havia sido feita contra nenhum indivíduo envolvido, no entanto, um inquérito judicial sobre as mortes estava já em curso. Em 2024, foi deliberado por um juiz que o ex-MEC (Member of the Executive Council, ministro provincial) Qedani Mahlangu e Makgoba Manamela (então responsável pela área da saúde mental em Gauteng) poderiam ser julgados pelas mortes dos pacientes.

## O «Projeto Maratona de Saúde Mental»
Em outubro de 2015, o Departamento Provincial de Saúde de Gauteng anunciou o término do seu contrato de assistência médica terceirizada com uma prestadora de serviços de saúde privada, a Life Esidimeni, que fornecia atendimento psiquiátrico especializado a pacientes da província. De acordo com o membro do Conselho Executivo (MEC) para a Saúde de Gauteng, Qedani Mahlangu, que era também o responsável político do Departamento, o contrato fora rescindido para permitir uma poupança de recursos e promover uma política de "desinstitucionalização" de pacientes psiquiátricos.  Deste modo, entre março e junho de 2016, cerca de 1500 doentes psiquiátricos (até 1700, segundo alguns relatos)  foram transferidos da Life Esidimeni para os cuidados de mais de 100  ONG, hospitais psiquiátricos e centros de cuidados comunitários diferentes.   Esta transferência em massa de pacientes era conhecida dentro do Departamento como o "Projecto Maratona de Saúde Mental de Gauteng".    Investigações posteriores revelaram sucessivas tentativas de alertar o Departamento de Saúde provincial sobre as possíveis consequências da transferência destes pacientes para ONG incapazes de fornecer os cuidados especializados de que necessitavam, incluindo ações judiciais por parte de organizações da sociedade civil e de famílias de pacientes para impedir as transferências.  Num dos casos, o Departamento evitou uma destas interdições ao chegar a um acordo judicial que mais tarde se descobriu ter sido desrespeitado. 
Posteriormente, foi dado a conhecer que muitos dos centros que recebiam pacientes não estavam licenciados para este tipo de atividades ou posuíam licenças fraudulentas, enquanto que outros não garantiam as competências, os recursos e um registo adequado dos pacientes que permitisse fornecer os cuidados necessários.    Relatos de familiares de pacientes falecidos descrevem pacientes que circulavam pelas instalações sem roupa,  uma ONG que distribuíra a mesma combinação de medicamentos a todos os seus pacientes,  e a existência de corpos em estado de avançado de descomposição.  O relatório de arbitragem de 2018 concluiu que 144 pessoas morreram e que muitas outras foram expostas a situações traumáticas.  De acordo com as certidões de óbito, os pacientes morreram de causas que incluíam hipotermia e desidratação, embora muitas apontassem para causas naturais. 

## Relatório do Provedor de Saúde
Em setembro de 2016, na Legislatura (parlamento) de Gauteng, Mahlangu relatou pela primeira vez que 36 dos pacientes transferidos haviam falecido,  embora mais tarde se tenha revelado a ocorrência até então de, pelo menos, 77 óbitos.  No final desse ano, o Provedor de Saúde, Malegapuru Makgoba, foi nomeado pelo Ministro da Saúde nacional, Aaron Motsoaledi, para investigar as mortes.  O relatório foi divulgado em 1 de fevereiro de 2017, após a sua publicação ter sido adiada por Mahlangu, que queria dispor de tempo para analisar o documento antes de fornecer algum tipo de retorno.  A sua elaboração contou com o apoio de investigações, entrevistas e inspeções realizadas pelo Provedor de Justiça e por um painel de peritos, bem como noutras inspeções realizadas pelo Gabinete de Conformidade com as Normas de Saúde (Office of Health Standards Compliance) e em investigações adicionais realizadas pelo Comité Consultivo Ministerial sobre Saúde Mental. 

### Conclusões
O relatório do Provedor de Saúde detalhou os 94 casos conhecidos em que pacientes de saúde mental morreram na província de Gauteng no período compreendido entre 23 de março e 19 de dezembro de 2016. Foi descoberto que 81 dessas mortes estavam relacionadas com o término do contrato com a empresa Life Esidimeni. O provedor questionou alguns dos relatórios do governo sobre estas mortes e argumentou que, mesmo quando estas haviam sido registadas como decorrentes de causas naturais, «as condições e circunstâncias nas ONG fizeram com que essas mortes não fossem 'naturais'». Para mais, o relatório encontrou "evidências prima facie" de que o departamento, os seus funcionários e certas ONG violaram a Constituição, a Lei Nacional de Saúde Mental e a Lei de Assistência à Saúde Mental; e que algumas ações do governo demonstraram «um total desrespeito aos direitos dos pacientes e às suas famílias». A decisão de rescindir o contrato da Life Esidimeni foi «imprudente e errónea», e o planeamento inadequado e a execução «caótica» do Projeto Maratona de Saúde Mental foram descritos como «extremamente negligentes e imprudentes», demonstrando «uma total falta de respeito pela dignidade humana, pelo cuidado e pela vida humana».
Segundo o relatório, a maioria das violações e mortes ocorreu entre pacientes transferidos para 27 ONG, todas elas com licenças inválidas e, por consguinte, uma operação ilegal. Foi determinado que as ONG não tinham «competência e experiência básicas», «capacidade de liderança/gestão» e recursos suficientes, o que precipitava ou estava de alguma forma ligado ao alto número de mortes nessas instalações. 75 das 94 mortes confirmadas ocorreram em apenas cinco complexos detidos por ONG:
- Centro de Cuidados e Reabilitação Cullinan, incluindo Siyabadinga e Anchor Centre (25 mortes)
- Precious Angels Home (20 mortes)
- Casa Mosego e Casa Takalani (15 mortes)
- Centro Tshepong (10 mortes)
- Hephzibah Home Care (5 mortes) [14] [21]

### Recomendações
O relatório destacou três autoridades como "atores-chave" no Projeto Maratona de Saúde Mental: o chefe do Departamento Provincial de Saúde, Tiego "Barney" Selebano; o chefe provincial dos serviços de saúde mental, Makgabo Manamela; e Mahlangu. Entre outras coisas, recomendou que o primeiro-ministro da província de Gauteng «considerasse a adequação» de Mahlangu para continuar a desempenhar funções enquanto MEC e instaurasse processos disciplinares contra Selebano, Manamela e outros funcionários do departamento. Makgoba recomendou que o Projeto Maratona de Saúde Mental fosse extinto, que todos os pacientes fossem transferidos urgentemente para instalações de atendimento adequadas e que certas instalações fossem alvo de revisão ou encerradas de forma imediata. Por fim, recomendou que fosse instituído um processo alternativo de resolução de litígios e que as famílias das vítimas fossem indemnizadas.  

## Consequências

### Funcionários implicados
Em fevereiro de 2017, Mahlangu demitiu-se do Conselho Executivo, após a divulgação do relatório do Provedor de Saúde.  O primeiro-ministro suspendeu Selebano e Manamela,  e vários médicos empregados pelo governo provincial foram encaminhados para órgãos profissionais por acusações de má conduta, incluindo Selebano, que foi referido ao Conselho de Profissões de Saúde da África do Sul, enquanto outros o foram o Conselho de Enfermagem da África do Sul. 

### Relatório e sentença arbitral
Em março de 2018, o árbitro Dikgang Moseneke concluiu que a decisão de transferir os pacientes tinha sido «irracional e uma violação flagrante da lei e da Constituição», um «uso irracional e arrogante do poder público».  Decidiu que as famílias dos pacientes afetados deveriam receber, cada uma, cerca de 1,2 milhões de rands,  constituídos por 180 000 Rands derivados do choque e trauma psicológico, 1 milhão de rands em danos constitucionais e, nos casos em que o familiar tivesse falecido, 20 000 rands para despesas funerárias.   Os danos constitucionais, argumentou Moseneke, visavam compensar «as violações injustificáveis e imprudentes da Constituição por parte do governo».  O governo de Gauteng terá pago 159 milhões de rands em indemnizações em junho de 2018,  mas em dezembro desse ano várias centenas de famílias afirmavam que ainda não haviam recebido quaisquer pagamentos.  Moseneke ordenou também ao governo a construção de um memorial, mas, até julho de 2021, tal não acontecera. 

### Investigações criminais e inquéritos
O Serviço de Polícia Sul-Africano e a Unidade Especial de Investigação investigaram as circunstâncias relativas ao caso.  Em abril de 2017, todos os 144 processos foram remetidos à Autoridade Nacional de Acusação, que anunciou em setembro de 2019 que não havia encontrado provas suficientes para apresentar uma acusação.  A 19 de julho de 2021 foi iniciado um inquérito judicial no Tribunal Superior de Pretória para determinar a causa legal da morte de cada paciente, com vista a estabelecer a sua responsabilidade criminal.  